# Censo demográfico do Brasil de 2010
O censo demográfico do Brasil de 2010 foi a 12.ª operação censitária realizada em território brasileiro. Realizada pelo Instituto Brasileiro de Geografia e Estatística (IBGE), teve o objetivo de retratar a população brasileira, suas características socioeconômicas e, ao mesmo tempo, a base para todo o planejamento público e privado da década 2010-2020.
A fase preparatória teve início em 2007 e seus trabalhos foram intensificados em 2008. A fase principal da coleta de dados foi realizada nos meses de agosto, setembro e outubro de 2010. Mais de 190 mil recenseadores visitaram 67,6 milhões de domicílios nos 5.565 municípios brasileiros. O início da divulgação dos dados foi em dezembro de 2010.
Para este recenseamento foram utilizadas novas tecnologias, possibilitando a realização do primeiro censo demográfico digital do mundo. Por este trabalho, o IBGE recebeu em 2011 da Organização das Nações Unidas para a Educação, a Ciência e a Cultura (United Nations Educational, Scientific and Cultural Organization - UNESCO) o prêmio NetExplorateur.

## Resultados

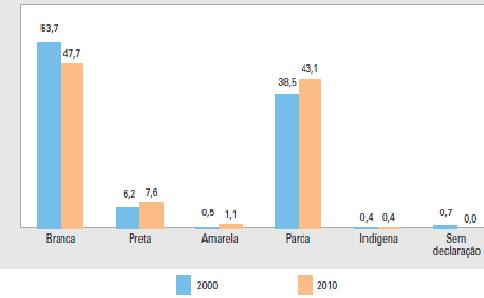
Distribuição da população brasileira segundo cor e raça - IBGE

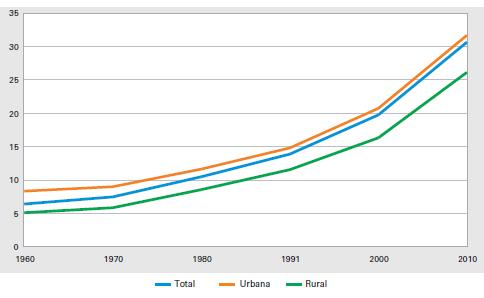
Índice de envelhecimento da população brasileira 1960-2010 - IBGE

- Características gerais (cor, gênero, domicílio, faixa etária)

Os resultados finais revelaram que a população brasileira havia chegado aos 190 755 799 habitantes, 51% eram mulheres e 84,4% residiam em área urbana.
A proporção de brancos havia diminuído de 53,7% em 2000 para 47,7% em 2010, além de a população brasileira ter ficado mais velha. O índice de envelhecimento da população havia saltado de 19,8% em 2000 para 30,7% em 2010.
- Religião

O censo de 2010 revelou também que o número de evangélicos no Brasil representava 22,2% da população (42,3 milhões de pessoas), um aumento de 6,8% em relação ao censo realizado em 2000. A população católica permanecia a de maior número no país (64,6% ou 123,2 milhões de pessoas), tendo diminuído 9% em relação a 2000.Gráf.37
- Pessoas com deficiência

O censo de 2010 procurou retratar o universo de brasileiros com pelo menos um dos tipos de deficiência definidos pela Organização Mundial da Saúde (OMS), que são: deficiências físicas (visual, auditiva, motora) e mentais ou intelectuais. Os critérios utilizados para a pesquisa foram os definidos pelo "Grupo de Washington sobre Estatísticas das Pessoas com Deficiência" (Washington Group on Disability Statistics).
Os resultados revelaram que 23,9% da população brasileira (45,6 milhões de pessoas) eram portadores de pelo menos uma das deficiências investigadas.Tabela 8

## População recenseada por estado
O Censo demográfico de 2010 revelou que mais de 42% da população brasileira ainda encontrava-se concentrada na Região Sudeste do país, o que já havia sido descoberto no censo de 2000.
| Posição | Unidade da Federação | População (2000) | População (2010) | % Crescimento |
| ------- | -------------------- | ---------------- | ---------------- | ------------- |
| 1º      | São Paulo            | 36 969 476       | 41 262 199       | 11,6          |
| 2º      | Minas Gerais         | 17 866 402       | 19 597 330       | 9,6           |
| 3º      | Rio de Janeiro       | 14 367 083       | 15 989 929       | 11,2          |
| 4º      | Bahia                | 13 066 910       | 14 016 906       | 7,2           |
| 5º      | Rio Grande do Sul    | 10 181 749       | 10 693 929       | 5,0           |
| 6º      | Paraná               | 9 558 454        | 10 444 526       | 9,2           |
| 7º      | Pernambuco           | 7 911 937        | 8 796 448        | 11,1          |
| 8º      | Ceará                | 7 418 476        | 8 452 381        | 13,9          |
| 9º      | Pará                 | 6 189 550        | 7 581 051        | 22,4          |
| 10º     | Maranhão             | 5 642 960        | 6 574 789        | 16,5          |
| 11º     | Santa Catarina       | 5 349 580        | 6 248 436        | 16,8          |
| 12º     | Goiás                | 4 996 439        | 6 003 788        | 20,1          |
| 13º     | Paraíba              | 3 439 344        | 3 766 528        | 9,5           |
| 14º     | Espírito Santo       | 3 094 390        | 3 514 952        | 13,5          |
| 15º     | Amazonas             | 2 813 085        | 3 483 985        | 23,8          |
| 16º     | Rio Grande do Norte  | 2 771 538        | 3 168 027        | 14,3          |
| 17º     | Alagoas              | 2 819 172        | 3 120 494        | 10,6          |
| 18º     | Piauí                | 2 841 202        | 3 118 360        | 9,7           |
| 19º     | Mato Grosso          | 2 502 260        | 3 035 122        | 21,2          |
| 20º     | Distrito Federal     | 2 043 169        | 2 570 160        | 25,7          |
| 21º     | Mato Grosso do Sul   | 2 074 877        | 2 449 024        | 18,0          |
| 22º     | Sergipe              | 1 781 714        | 2 068 017        | 16,0          |
| 23º     | Rondônia             | 1 377 792        | 1 562 409        | 13,3          |
| 24º     | Tocantins            | 1 155 913        | 1 383 445        | 19,6          |
| 25º     | Acre                 | 557 226          | 733 559          | 31,6          |
| 26º     | Amapá                | 475 843          | 669 526          | 40,7          |
| 27º     | Roraima              | 324 152          | 450 479          | 38,9          |

## Por região
| Posição | Unidade federativa  | População (2000) | População (2010) | % Crescimento |
| ------- | ------------------- | ---------------- | ---------------- | ------------- |
| 1º      | Região Sudeste      | 72 297 351       | 80 364 410       | 11,1          |
| 2º      | Região Nordeste     | 47 693 253       | 53 081 950       | 11,2          |
| 3º      | Região Sul          | 25 089 783       | 27 386 891       | 9,1           |
| 4º      | Região Norte        | 12 893 561       | 15 864 454       | 23,0          |
| 5º      | Região Centro-Oeste | 11 616 745       | 14 058 094       | 21,0          |
| TOTAL   | Brasil              | 169 590 693      | 190 755 799      | 12,4          |